# بيني غودمان

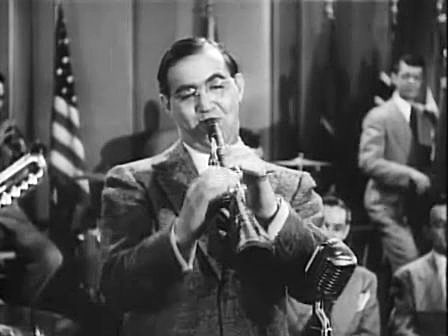
بيني غودمان

بيني غودمان (بالإنجليزية: Benny Goodman) 30 مايو 1909 في شيكاغو وتوفي في 13 يونيو 1986 في نيويورك كان عازف موسيقى جاز أمريكي .

## حياته
ولد بيني غودمان لأب من اليهود المهاجرين الفقراء ، عند سنّ العشر سنوات بدأ في تعلم آلة كلارينيت على يد فرانس شويب، وعند سنّ الثانية عشر بدأ يعزف في أوركسترا المسرح وفرق أخرى للرقص. أساتذة الجاز الذين تعلم على يديهم كانو يعملون كعازفين في أكبر الفرق الموسيقية في العشرينات من القرن الماضي. استطاع غودمان أن ينمي قدراته الفنية عندما كان مع أوركسترا بن بولاك، التي عمل معها أولى تسجيلاته عام 1926 وفي 9 ديسمبر من نفس العام سجل أول تسجيل منفرد له بآلة الكلارينيت. بعد عامين بدأ بنشر أعماله في الأسطوانات تحت بعض من أسمائه. في أوائل الثلاثينات من القرن الماضي اشتغل مع فرق وطنية معروفة لكل من ريد نيكولز، إسهام جونز، وتيد لويس. في عام 1934 أسس غودمان فرقة بيغ باند خاصة، التي وحدت لأول مرة موسيقين من البيض والسود. حصل على ميدالية جورج بيبودي عام 1982.

## روابط خارجية
- بيني غودمان على موقع IMDb (الإنجليزية)
- بيني غودمان على موقع الموسوعة البريطانية (الإنجليزية)
- بيني غودمان على موقع مونزينجر (الألمانية)
- بيني غودمان على موقع ألو سيني (الفرنسية)
- بيني غودمان على موقع ميوزك برينز (الإنجليزية)
- بيني غودمان على موقع أول موفي (الإنجليزية)
- بيني غودمان على موقع قاعدة بيانات برودواي على الإنترنت (الإنجليزية)
- بيني غودمان على موقع قاعدة بيانات الأفلام السويدية (السويدية)
- بيني غودمان على موقع إن إن دي بي (الإنجليزية)
- بيني غودمان على موقع أول ميوزيك (الإنجليزية)